# Dohrniphora paraguayana
Dohrniphora paraguayana är en tvåvingeart som beskrevs av Charles Thomas Brues 1907. Dohrniphora paraguayana ingår i släktet Dohrniphora och familjen puckelflugor. Inga underarter finns listade i Catalogue of Life.